# Цимлянские пески (природный парк)
Цимлянские пески — природный парк на юго-западе Волгоградской области в Чернышковском районе, целью которого является сохранение природного комплекса Цимлянских песков. Площадь — 67 823,2 га.

## История создания и структура
Государственное учреждение природный парк «Цимлянские пески» образован 4 июня 2003 года с целью сохранения природного комплекса Цимлянских песков. Парк расположен в Чернышковском районе Волгоградской области, на территории Нижнегнутовского, Захаровского и Тормосиновского сельских поселений. В последнем на парк приходится более половины общей площади поселения. Фактически парк располагается в северной части полуострова, омываемого водами Цимлянского водохранилища. Со стороны Ростовской области продолжением природоохранной зоны массива Цимлянских песков является Цимлянский государственный природный заказник.
Дирекция парка располагается в хуторе Тормосин Чернышковского района. Парк входит в структуру Комитета природных ресурсов и охраны окружающей среды Администрации Волгоградской области.
Парк разделен на несколько функциональных зон:
- природоохранная — 48,3 % площади парка (запрещается хозяйственная деятельность, посещение зоны сторонними лицами строго регламентировано)
- рекреационная — 29,1 % (организация отдыха и туристических экскурсий)
- агрохозяйственная — 2,5 % (предназначена для ведения экологически безопасных форм сельского хозяйства с целью обеспечения местного населения и посетителей парка продуктами питания)
- буферная — 20,1 % (проходит вдоль границ парка), к ней примыкает, но не входит в границы парка т. н. околопарковая зона

На территории природного парка расположены зоны покоя охотничьих хозяйств «Балабановское» и «Соцкое» (общей площадью 9,3 тыс. га). Хозяйственной деятельностью охвачено 10—15 % площади парка.

## Климат
| Климат природного парка «Цимлянские пески»                                                         | Климат природного парка «Цимлянские пески» | Климат природного парка «Цимлянские пески» | Климат природного парка «Цимлянские пески» | Климат природного парка «Цимлянские пески» | Климат природного парка «Цимлянские пески» |
| Характеристика                                                                                     | Значение                                   |                                            |                                            |                                            |                                            |
| Абсолютный максимум (июль), °C                                                                     | +42                                        |                                            |                                            |                                            |                                            |
| Средний максимум (июль), °C                                                                        | +27                                        |                                            |                                            |                                            |                                            |
| Средняя температура (июль), °C                                                                     | +24                                        |                                            |                                            |                                            |                                            |
| Среднегодовая температура, °C                                                                      | +7,7                                       |                                            |                                            |                                            |                                            |
| Средняя температура (январь), °C                                                                   | −9                                         |                                            |                                            |                                            |                                            |
| Абсолютный минимум (февраль), °C                                                                   | −40                                        |                                            |                                            |                                            |                                            |
| Норма осадков (тёплый период), мм                                                                  | 380—450                                    |                                            |                                            |                                            |                                            |
| Норма осадков (холодный период), мм                                                                | 400—420                                    |                                            |                                            |                                            |                                            |
| Влажность относительная, %                                                                         | 80                                         |                                            |                                            |                                            |                                            |
| Скорость ветра, м/с                                                                                | 4,6                                        |                                            |                                            |                                            |                                            |
| Продолжительность солнечного сияния, час.                                                          | 2200                                       |                                            |                                            |                                            |                                            |
| -------------------------------------------------------------------------------------------------- | ------------------------------------------ | ------------------------------------------ | ------------------------------------------ | ------------------------------------------ | ------------------------------------------ |
| Источник: Комитет природных ресурсов и охраны окружающей среды администрации Волгоградской области |                                            |                                            |                                            |                                            |                                            |

## Гидрология, почвы, рельеф

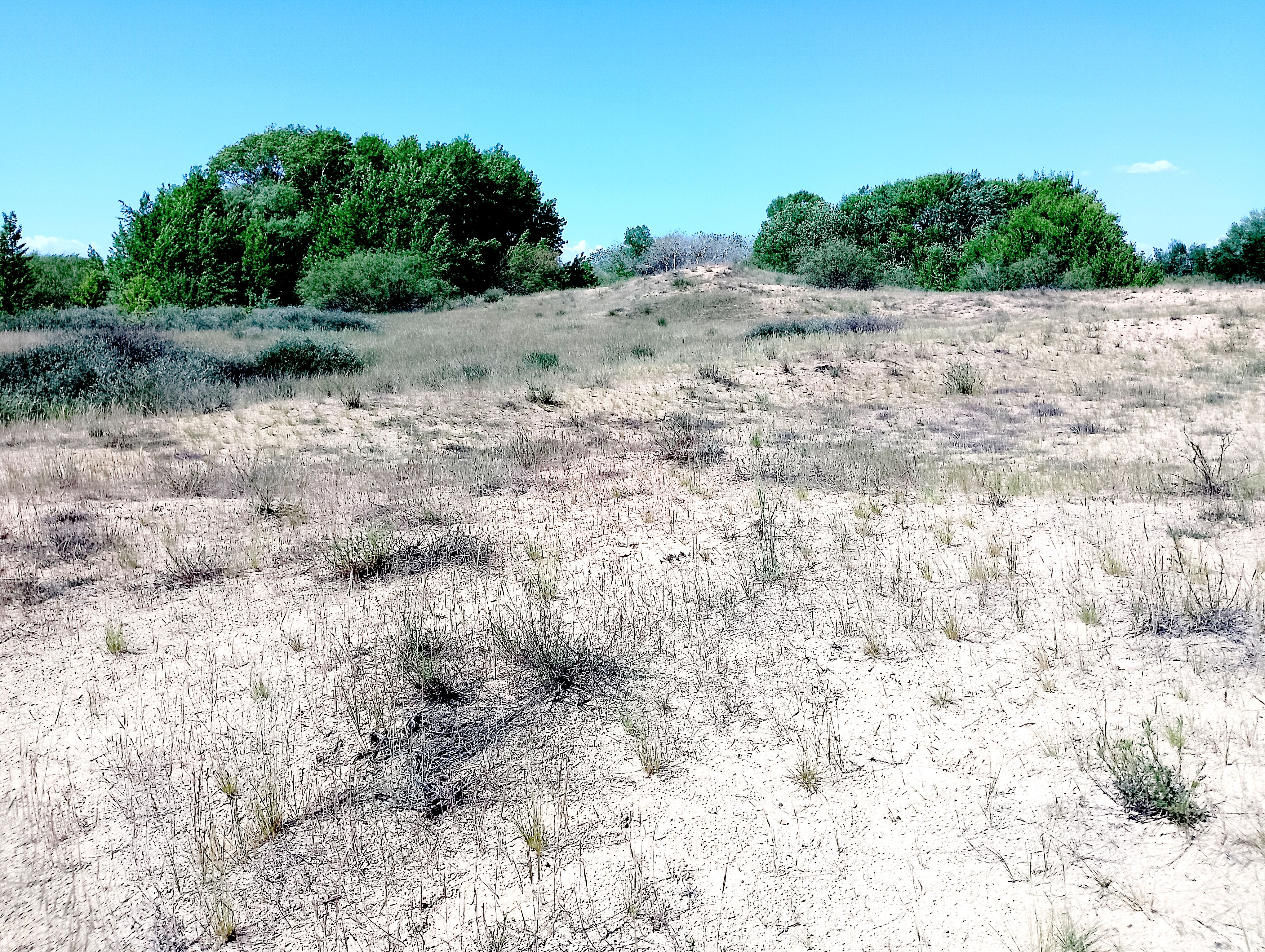
Цимлянские пески

Рельеф территории парка равнинный, с общим наклоном с севера на юг. Под действием воды и ветра образовалось аккумулятивное плато с отметками высот на северной части 200 м и 100—80 м — на южной. Основными элементами рельефа являются песчаные бугры и гряды, чередующимися с понижениями, в которых расположены островки лиственных лесов. Бугры имеют чаще вытянутую форму, ориентированную по направлению преобладающих северо-западных ветров. Территория песков труднопроходима для автотранспорта, очень слабо освоена и малонаселённа. Её хозяйственное использование, кроме отгонного животноводства, малоперспективно.
В почвенном покрове преобладают каштановые почвы (34 % площади парка) в комплексе с солонцами (13 %). Вторыми по распространенности являются луговато-чернозёмные (21 %) и перегнойно-карбонатные почвы (20 %). На незакрепленные и слабозакреплённые пески приходится около 12 % территории парка. Почвообразующие породы представлены аллювиальными, преимущественно песчаными и песчано-глинистыми отложениями.
Речная сеть на территории парка временная, с большим число пересыхающих водотоков. Основной рекой является Аксенец, протекающая по северной границе парка. В понижениях местности и вдоль побережья водохранилища встречаются мелкие пересыхающие озера (Большое, Двойное, Чеколовка, Безымянное) со глубинами до 0,5—0,8 метров, часто с повышенной минерализацией.
Грунтовые воды расположены преимущественно в песчаных отложениях на глубине от 0 до 5 м. Воды относятся к гидрокарбонатному типу со слабой минерализацией (до 0,5 г/л).

## Растительный и животный мир

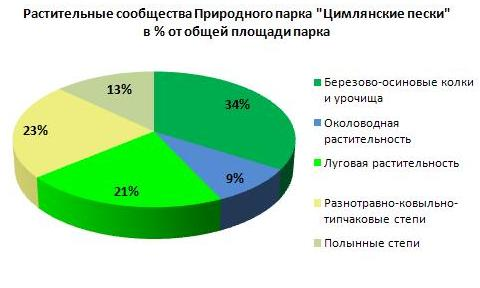
Структура площади растительных сообществ природного парка Цимлянские пески

В парке представлены практически все типы растительных и животных сообществ, характерные для легких песчаных почв юга России.
Видовой состав растительного мира парка насчитывает 247 видов высших сосудистых растений. В древостое преобладают естественные леса из берёзы, осины, тополя, ракитника русского (колки) в понижениях рельефа. Значительную площадь занимают искусственные посадки сосны обыкновенной и акации. Встречаются дубы. В понижениях развиваются лугово-болотные ассоциации с тростником, осокой болотной и узколистной, вейником обыкновенным, ситником головчатым. Более трети территории парка занято разнотравно-ковыльно-типчаковыми и полынными степными фитоценозами. Степи парка имеют хорошо выраженную мозаичность растительного покрова с пятнами галоидофитного типа растительности.

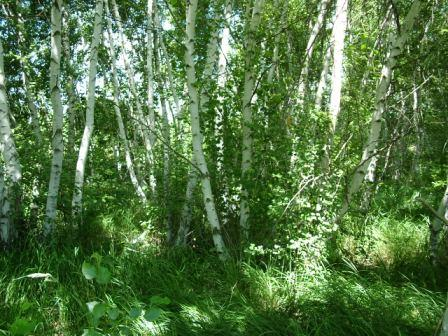
Березовые колки

Для территории парка характерно большое разнообразие типов растительных сообщество на открытых и слабозакрепленных песках. Так на песчаных холмах преобладает молочайно-песчано-полынный тип растительности, на развеваемых песках произрастает полынь песчаная, волоснец гигантский, вейник наземный, пырей донской, осока колхидская. Вдоль побережья водохранилища на песчаных почвах в последние десятилетия сформировалась полоса тополевых лесов — осокорников, во внутренних районах парка на ровных участках песков встречаются саванноподобные редколесья из лоха серебристого, дикой груши и некоторых других пород деревьев. Среди кустарников наиболее часты шиповник, боярышник, золотистая смородина.
Уникальность природы парка состоит в сочетании типчаковых степей, песчаных барханов, пойменного и байрачных лесов, прибрежных комплексов Цимлянского водохранилища.
На территории выявлено 50 видов млекопитающих, включая охраняемые виды из Красной книги Волгоградской области; 4 вида земноводных; 10 видов пресмыкающихся. Орнитофауна парка включает в себя 143 вида птиц, из них каждый седьмой относится к категории редких, угрожаемых или исчезающих. В парке сохраняются устойчивые гнездовые группировки орланов-белохвостов, дроф, стрепетов, куликов-авдоток.

## Интересные факты

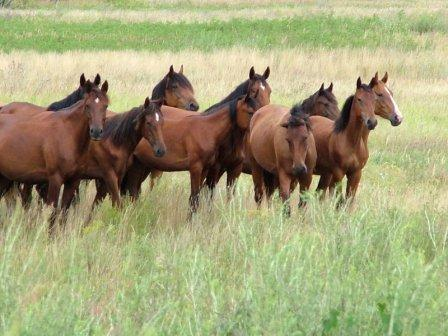
Табун одичавших лошадей

- В парке находятся несколько мелких озёр с самосадочной содой, описанные в 2006 году экспедицией ВГПУ[7].
- Достопримечательностью парка является небольшое стадо одичавших лошадей, представленное поместной донской породой. Территория Цимлянских песков с довоенного времени использовалась для сенокосов и пастбищ, поэтому отбившиеся домашние лошади, постепенно дичавшие, встречались здесь всегда. В 1990-е годы численность популяции достигала полутысячи голов[4], но к 2010 году сократилось до 50[8].
- Цимлянские пески включены в перечень ключевых орнитологических территорий России (КОТР №РО-001)[9].

## Результаты деятельности
|                                     | 2006 | 2007   | 2008   | 2009  | 2010  |
| ----------------------------------- | ---- | ------ | ------ | ----- | ----- |
| Число официальных посетителей, чел. | 430  | 805    | 936    | 1421  | 1510  |
| Затраты на содержание, тыс. руб.    | 961  | 1567,5 | 2160,4 | 256,4 | 432,2 |